# Warlock (együttes)
A Warlock egy német heavy metal együttes volt.
Lemezkiadóik: Mausoleum Records, Vertigo Records. A nyolcvanas-kilencvenes évek egyik leghíresebb heavy metal zenekarának számítottak, főleg Magyarországon.

## Története
1982-ben alakultak meg Düsseldorfban. Maga a "warlock" szó "férfi boszorkányt" jelent. A zenekar elődjének az 1980-ban alakult Snakebite nevű zenekar számított. Doro Pesch ebben az együttesben kezdte karrierjét. Rajta kívül további tagok a következők voltak: Michael Bastian - gitár, Frank Rittel - basszusgitár, Thomas Franke - dobok. Frankét hamar leváltották, helyére Michael Eurich került. Feloszlásuk előtt még egy második dobost beiktattak magukhoz, Peter Szigetit. Ezután feloszlottak. A Snakebite felbomlása után Doro, Szigeti és Eurich Thomas Studier basszusgitárossal és Rudy Graf gitárossal új zenekart alapítottak, Warlock néven. Első nagylemezüket 1984-ben adták ki. 1989-ben feloszlottak, miután Doro kivételével szinte mindenki elhagyta az együttest. Az énekesnő, Doro Pesch, azóta szóló karriert folytat, illetve az egykori Warlock romjain működő, saját magáról elnevezett zenekarát irányítja.

## Tagok
Az együttes hullámzó felállással rendelkezett, az utolsó felállás (1988-tól 1989-ig) a következő volt:
- Doro Pesch - éneklés
- Jon Levin - gitár
- Tommy Henriksen - basszusgitár
- Bobby Rondinelli - dobok

## Diszkográfia
Stúdióalbumok
- Burning the Witches (1984)
- Hellbound (1985)
- True as Steel (1986)
- Triumph and Agony (1987)